# Lycium pubitubum
Lycium pubitubum är en potatisväxtart som beskrevs av C. L. Hitchcock. Lycium pubitubum ingår i släktet bocktörnen, och familjen potatisväxter. Inga underarter finns listade i Catalogue of Life.